# レイ・クーパー3世
レイ・クーパー3世（Ray Cooper III、1993年2月7日 - ）は、アメリカ合衆国の男性総合格闘家。ハワイ州パールシティ出身。808ファイトチーム/ライオン・オブ・ジュダー所属。PFLウェルター級トーナメント2019・2021王者。

## 来歴
プロ総合格闘家の父レイ・クーパー・ジュニアの元で6歳からレスリングを始め、レスリングのハワイ州王者に3度輝いた。高校卒業後、19歳でプロ総合格闘技デビュー。

### PFL
2018年7月5日、PFL初参戦となったPFL 3でジェイク・シールズと対戦し、左フックでダウンを奪いパウンドで2RTKO勝ち。
2018年10月20日、PFL 10のウェルター級トーナメント準々決勝でジェイク・シールズと再戦し、右フックでダウンを奪いパウンドで1RTKO勝ち。続くウェルター級トーナメント準決勝でハンデソン・フェレイラと再戦し、パウンドで1RTKO勝ち。リベンジに成功した。
2018年12月31日、PFL 11のウェルター級トーナメント決勝でマゴメド・マゴメドケリモフと対戦し、ギロチンチョークで2R一本負け。準優勝となった。
2019年10月11日、PFL 7のウェルター級トーナメント準々決勝でサディブー・シーと対戦し、0-0の判定ドローとなったが、ジャッジの投票によりクーパーが準決勝に進出した。続くウェルター級トーナメント準決勝でクリス・カーティスと対戦し、右フックで2RKO勝ち。
2019年12月31日、PFL 10のウェルター級トーナメント決勝でデビッド・ミショーと対戦し、左ボディブローでダウンを奪いパウンドで2RTKO勝ち。トーナメント優勝を果たした。
2021年8月13日、PFL 7のウェルター級トーナメント準決勝で元Bellator世界ウェルター級王者ローリー・マクドナルドと対戦し、グラウンドの攻防で終始圧倒して3-0の判定勝ち。
2021年10月27日、PFL 10のウェルター級トーナメント決勝でマゴメド・マゴメドケリモフと再戦し、右フックでダウンを奪いパウンドで3RKO勝ち。2度目のトーナメント優勝を果たすとともにリベンジに成功し、優勝賞金100万ドル（1億1300万円）を獲得した。
2024年2月24日、PFLが昨年買収したBellatorとの共同開催となったPFL vs. BellatorでBellator世界ウェルター級王者ジェイソン・ジャクソンと182.4ポンドのキャッチウェイト契約で対戦し、右ローキックでダウンを奪われパウンドで2RTKO負け。

## 人物・エピソード
- 4人の弟（ブロンソン、ブレーク、ベイレン、マコア）がおり、全員がレスリングでハワイ州王者となっている。ブレークとベイレンはワーナー・パシフィック大学に進学後、NAIAレスリング選手権で優勝しオールアメリカンに選出された。ブレークは大学卒業後、プロ総合格闘技に転向している[4]。
- 既婚者であり、5人の子供がいる。

## 戦績
| 総合格闘技 戦績 | 総合格闘技 戦績 | 総合格闘技 戦績 | 総合格闘技 戦績 | 総合格闘技 戦績 | 総合格闘技 戦績 | 総合格闘技 戦績 |
| --------------- | --------------- | --------------- | --------------- | --------------- | --------------- | --------------- |
| 36 試合         | (T)KO           | 一本            | 判定            | その他          | 引き分け        | 無効試合        |
| 25 勝           | 16              | 7               | 2               | 0               | 1               | 0               |
| 10 敗           | 3               | 4               | 3               | 0               | 1               | 0               |

| 勝敗 | 対戦相手                                 | 試合結果                               | 大会名                                                                           | 開催年月日     |
| ×    | ジェイソン・ジャクソン                   | 2R 0:23 TKO（右ローキック→パウンド）   | PFL vs. Bellator: Champs                                                         | 2024年2月24日  |
| ×    | デレク・ブランソン                       | 5分3R終了 判定0-3                      | PFL 10                                                                           | 2023年11月24日 |
| ○    | ブレッド・クーパー                       | 1R 0:24 TKO（パウンド）                | PFL 6                                                                            | 2022年7月1日   |
| ×    | カルロス・リール                         | 5分3R終了 判定0-3                      | PFL 3                                                                            | 2022年5月6日   |
| ○    | マゴメド・マゴメドケリモフ               | 3R 3:02 KO（右ストレート→パウンド）    | PFL 10 【2021年PFLウェルター級トーナメント決勝】                                 | 2021年10月27日 |
| ○    | ローリー・マクドナルド                   | 5分3R終了 判定3-0                      | PFL 7 【2021年PFLウェルター級トーナメント準決勝】                                | 2021年8月13日  |
| ○    | ニコライ・アレクサヒン                   | 5分3R終了 判定3-0                      | PFL 5                                                                            | 2021年6月17日  |
| ○    | ジェイソン・ポーネット                   | 1R 1:23 肩固め                         | PFL 2                                                                            | 2021年4月29日  |
| ○    | デビッド・ミショー                       | 2R 2:56 TKO（左ボディブロー→パウンド） | PFL 10 【2019年PFLウェルター級トーナメント決勝】                                 | 2019年12月31日 |
| ○    | クリス・カーティス                       | 2R 0:11 KO（右フック）                 | PFL 7 【2019年PFLウェルター級トーナメント準決勝】                                | 2019年10月11日 |
| △    | サディブー・シー                         | 5分2R終了 判定0-0                      | PFL 7 【2019年PFLウェルター級トーナメント準々決勝】                              | 2019年10月11日 |
| ×    | ジョン・ハワード                         | 1R 3:23 KO（左フック→パウンド）        | PFL 4                                                                            | 2019年7月11日  |
| ○    | ゼーン・カマカ                           | 2R 4:29 リアネイキドチョーク           | PFL 1                                                                            | 2019年5月9日   |
| ×    | マゴメド・マゴメドケリモフ               | 2R 2:18 ギロチンチョーク               | PFL 11 【2018年PFLウェルター級トーナメント決勝】                                 | 2018年12月31日 |
| ○    | ハンデソン・フェレイラ                   | 1R 2:28 TKO（パウンド）                | PFL 10 【2018年PFLウェルター級トーナメント準決勝】                               | 2018年10月20日 |
| ○    | ジェイク・シールズ                       | 1R 3:10 TKO（パウンド）                | PFL 10 【2018年PFLウェルター級トーナメント準々決勝】                             | 2018年10月20日 |
| ○    | ハベル・カッシュ                         | 1R 0:18 TKO（パウンド）                | PFL 6                                                                            | 2018年8月16日  |
| ○    | ジェイク・シールズ                       | 2R 2:09 TKO（パウンド）                | PFL 3                                                                            | 2018年7月5日   |
| ×    | ハンデソン・フェレイラ                   | 5分3R終了 判定0-3                      | Mid-Pacific Championships 5                                                      | 2017年11月18日 |
| ○    | チャールズ・"クレイジーホース"・ベネット | 2R 2:48 TKO（左フック→パウンド）       | X-1 48: Braddah vs. Felony                                                       | 2017年8月12日  |
| ○    | ジョナサン・ピコ                         | 1R 3:16 リアネイキドチョーク           | X-1 46: Armed and Dangerous                                                      | 2017年4月29日  |
| ×    | パク・ジョンヨン                         | 1R アナコンダチョーク                  | Pacific Xtreme Combat 56                                                         | 2017年3月25日  |
| ○    | マシュー・コルクホーン                   | 1R 0:04 KO（右フック→パウンド）        | X-1 45: Live                                                                     | 2017年1月28日  |
| ○    | ザック・コン                             | 1R 0:12 KO（パンチ連打）               | X-1 44: The Return                                                               | 2016年9月24日  |
| ○    | ゲイブ・リバス                           | 1R 1:41 KO（パンチ連打）               | Star Elite Cage Fighting                                                         | 2016年4月29日  |
| ○    | ジョシュ・ドレイク                       | 1R 1:06 フロントチョーク               | Gladiator Challenge: Season's Beatings 【Gladiator Challengeライト級王座決定戦】 | 2015年11月28日 |
| ○    | エイドリアン・バートリー                 | 1R 0:34 KO（スタンドパンチ連打）       | Gladiator Challenge: Showdown                                                    | 2015年8月15日  |
| ○    | デビッド・ダグラス                       | 1R 0:27 TKO（パンチ連打）              | Star Elite Cage Fighting                                                         | 2015年8月7日   |
| ○    | デイブ・マザニー                         | 2R 1:24 リアネイキドチョーク           | Star Elite Cage Fighting                                                         | 2015年3月20日  |
| ○    | ジョディ・カーター                       | 1R 1:58 TKO（パンチ連打）              | Gladiator Challenge: Season's Beatings                                           | 2014年11月22日 |
| ×    | クレイグ・ジャクソン                     | 1R 2:25 TKO（パンチ連打）              | War On The Valley Isle 3                                                         | 2014年11月8日  |
| ×    | ダニー・ナバーロ                         | 1R 1:34 ギロチンチョーク               | Gladiator Challenge: Payback                                                     | 2014年8月30日  |
| ○    | ネイト・ハリス                           | 1R 2:52 ギロチンチョーク               | Destiny MMA: Na Koa 5                                                            | 2014年5月3日   |
| ×    | ジョーイ・ゴメス                         | 1R 2:21 リアネイキドチョーク           | Destiny MMA: Na Koa 3                                                            | 2013年4月6日   |
| ○    | アダム・スミス                           | 1R 4:41 リアネイキドチョーク           | Destiny MMA: Na Koa 2                                                            | 2013年1月19日  |
| ○    | カニ・コヘア                             | 1R 0:08 KO（左フック）                 | KOTC Ali'is                                                                      | 2012年7月14日  |

## 獲得タイトル
- Gladiator Challengeライト級王座（2015年）
- PFLウェルター級トーナメント優勝（2019年、2021年）